# ドワイト・シュルツ
ドワイト・シュルツ（William Dwight Schultz、1947年11月24日 - ）は、アメリカ合衆国の俳優、声優。メリーランド州ボルティモア出身。
『特攻野郎Aチーム』で“H・M”マードック役、『スタートレック』シリーズでレジナルド・バークレー役を演じた。

## 出演作品

### 映画
- 殺しのファンレター
- ジャンク・イン・ザ・ダーク
- シャドー・メーカーズ
- ロング・ウォーク・ホーム
- 派遣秘書
- スタートレック ファーストコンタクト
- 特攻野郎Aチーム THE MOVIE（2010年） - ドイツ人医師

### テレビドラマ
- 新アウターリミッツ
- スターゲイト SG-1
- スタートレックシリーズ（レジナルド・バークレー）
  - スタートレック:ヴォイジャー
  - 新スタートレック
- 特攻野郎Aチーム（“H・M”マードック）
- バビロン5
- 白バイ野郎ジョン&パンチシリーズ シーズン4

### 舞台
- ナイト・アンド・デイ

### テレビアニメ
- チャウダー
- ベン10（ドクター・アニモ）
  - ベン10 オムニトリックスの秘密
  - ベン10 エイリアン・フォース
- ファミリー・ガイ
- ジョニー・ブラボー（レオ、TVアナウンサー）
- インベーダー・ジム（エリック、アナウンサー）
- ビリー&マンディ（スロマンデュラー、他）
- アレクサンダー戦記

### 劇場版アニメ
- アフロサムライ
- VAMPIRE HUNTER D（バルバロイ長老、ベンゲ）

### OVA
- ゴルゴ13 QUEEN BEE（ロバート・ハーディ）

### ゲーム
- Killer7（ハーマン・スミス）
- スプリンターセル 二重スパイ（カーソン・モス）
- スカイランダース スパイロズ・アドベンチャー（追加の音声）
- クラッシュ・バンディクー 爆走!ニトロカート（ディンゴダイル、ニセクラッシュ）
- クラッシュ・バンディクー5 え〜っ クラッシュとコルテックスの野望?!?（ディンゴダイル、パプパプ、ウォーラス、原住民）